# Peter Horton
Cet article concerne l'acteur et réalisateur américain. Pour le chanteur autrichien, voir Peter Horton (chanteur).
Peter Horton, né le 20 août 1953 à Bellevue (Washington), est un acteur, réalisateur et producteur américain.
Il a joué le rôle du professeur Gary Shepherd dans la série télévisée populaire Génération Pub jusqu'en 1991.

## Naissance
Horton est né à Bellevue, Washington, d'un père qui a travaillé dans le domaine du transport. Il a fréquenté l'école secondaire Redwood et Principia College.

## Filmographie

### Cinéma
- 1984 : Les Démons du maïs
- 1985 : One Too Many (court-métrage)
- 1988 : Cheeseburger Film Sandwich
- 1992 : Singles
- 1995 : The Cure

### Télévision
- 2009 : The Philanthropist (saison 1, Épisode 1)
- 2007 : Dirty Sexy Money (saison , Épisode 1)
- 2005 : Grey's Anatomy (saison 2, Épisodes 1 - 2 - 12 - 16 - 17)
- 2005 : Grey's Anatomy (saison 1, Épisodes 1 - 2)
- 2004 : The Shield (saison 3, Épisode 7)
- 2003 : The Shield (saison 2, Épisodes 4 - 9)
- 2003 : Line of Fire (saison 1, Épisodes 2 - 7)
- 2003 : La voix des crimes (Téléfilm)
- 2001 : Deuxième Chance (saison 3, Épisode 3)
- 2000 : Deuxième Chance (saison 2, Épisode 3)
- 1999 : Deuxième Chance (saison 1, Épisodes 13 - 21)
- 1998-1999 : Le Damné, 13 épisodes
- 1997 : Gun
- 1990 : Extreme Close-Up
- 1988 : Les Années coup de cœur (saison 2, Épisode 16)